# Рей Рассел
Рей Рассел (англ. Ray Russell) (4 вересня 1924, Чикаго, штат Іллінойс, США — 15 березня 1999, Лос-Анджелес, штат Каліфорнія, США) — американський письменник-фантаст, редактор сценарист. Рассел найбільш відомий своєю фантастикою жахів, хоча він також писав науково-фантастичні, фентезійні  та детективні твори.
Його найвідоміший твір короткої форми — «Сардонік», яка з’явилася в січневому номері журналу «Плейбой» за 1961 рік, а згодом була адаптована Расселом у сценарій до кіноверсії Вільяма Касла під назвою «Містер Сардонік». Американський письменник Стівен Кінг назвав «Сардоніка» «можливо, найкращим зразком сучасної готики, коли-небудь написаним». «Сардонік» був частиною тріо оповідань із «Сангвінарієм» і «Стрільцем».

## Раннє життя
Народився в Чикаго, Рассел служив у ВПС США в південній частині Тихого океану з 1943 по 1946 рік, після чого навчався в Чиказької консерваторії музики та Меморіальному інституті Гудмана. До того, як стати письменником, Рассел працював у Міністерстві фінансів США.

## Письменницька кар'єра
Першим романом Расселла була «Справа проти сатани» (1962) про молоду дівчину, одержиму демоном. Він був опублікований майже за десять років до більш відомого роману з подібним сюжетом «Екзорцист» Вільяма Пітера Блетті. Даррелл Швайцер описав « Справу проти сатани» як «католицький поворот гвинтів » і сказав, що роман «блискуче зумів» зробити концепцію Диявола страшною для сучасних читачів.
У 1950-х роках Рассел почав працювати в журналі «Плейбой» редактором художньої літератури. У цій іпостасі Рассел опублікував у журналі велику кількість наукової фантастики, фентезі та жахів; Рассел також заохочував і пропагував художню літературу Чарльза Б'юмонта. Він також працював у "Paris Review".
У 1961 році Рассел написав свій перший сценарій «Містер Сардонікус» на основі власного оповідання для режисера Вільяма Касла. Протягом наступних п’яти років він написав кілька інших сценаріїв, у тому числі Zotz! (1962), також для Касл. Для Роджера Кормана він написав сценарії для фільмів «Передчасне поховання» (1962) і «Ікс » (1963), перший з яких був заснований на оповіданні Едгара Аллана По. У 1976 році він опублікував «Інкуб», роман жахів про істоту, яка ґвалтує та вбиває молодих жінок у маленькому містечку. Він адаптував роман для однойменного фільму 1982 року режисера Джона Гафа з Джоном Кассаветісом у головній ролі.

## Смерть
Рассел помер від ускладнень, спричинених інсультом, у будинку престарілих у Лос-Анджелесі, штат Каліфорнія, 15 березня 1999 року. У нього залишилася дружина Ада Щепанські та двоє дітей.

## Премії
У 1991 році Рассел отримав Всесвітню премію фентезі за пожиттєві досягнення.

### Книги
- Сардонік та інші історії (англ. «Sardonicus and Other Stories;»; 1961)
- Справа проти Сатани (англ. «The Case Against Satan»); 1962)
- Нечестива трійця (англ. «Unholy Trinity»); 1964)
- Маленький лексикон кохання (англ. «The Little Lexicon of Love»); 1966)
- Колонія (англ. «The Colony»); 1969)
- Стрілець (англ. «Sagittarius»); 1971)
- Принц темряви (англ. «Prince of Darkness»); 1971)
- Інкуб (англ. «Incubus»); 1976)
- Святий Гораціо! (англ. «Holy Horatio!»); 1976)
- Принцеса Памела (англ. «Princess Pamela»); 1979)
- Дзеркало диявола (англ. «The Devil's Mirror»); 1980)
- Книга пекла (англ. «The Book of Hell»); 1980)
- Дочка єпископа (англ. «The Bishop's Daughter»); 1981)
- Замки з привидами: Повні готичні історії Рея Рассела (англ. «Haunted Castles:  The Complete Gothic Tales of Ray Russell»); 1985)
- Абсолютна влада (англ. «Absolute Power»); 1992)

### Поезія
- Звук ночі (1987)

### Сценарії
- Містер Сардонік (1961) (адаптація його роману)
- Передчасне поховання (1962)
- Зоц! (1962)
- Жах усього цього (1963)
- X (1963)
- Кімната жахів (1966) (лише літературна основа)
- Інкуб (1982) (адаптація його роману)